# Hunasavalli, Tirthahalli
Hunasavalli là một làng thuộc tehsil Tirthahalli, huyện Shimoga, bang Karnataka, Ấn Độ.